# Сундбэк, Гидеон
Гидео́н (Гедео́н) Сундбэк (или Сандбек; нем. и швед. Gideon Sundbäck, англ. Gideon Sundback; 24 апреля 1880, Эдестугу, лен Йёнчёпинг, Швеция — 21 июня 1954, Мидвилл, Пенсильвания) — шведско-американский инженер и изобретатель.

## Биография
Гидеон Сундбэк изучал машиностроение в техническом университете города Бинген-на-Рейне, Германия. В 1903 году получил диплом инженера. В 1905 году эмигрировал в США.
В 1909 году он женился на Эльвире Аронсон, дочери выходца Швеции и фабриканта Питера Аронссона (англ. Peter Aronsson). Аронссон был партнёром Уиткомба Джадсона (англ. Whitcomb Judson), который в 1893 году запатентовал вариант застёжки-молнии для ботинок, состоящей из двух рядов идентичных крючков и ячеек. Застёжка, однако, не имела коммерческого успеха. Поэтому впоследствии к работе над совершенствованием застёжки привлекли и Сундбека.
Его самым известным изобретением является современная застёжка-молния, созданная им в 1913 году после года работы над ней. Ему удалось усовершенствовать застёжку Джадсона, лишив её крючков и увеличив количество скрепляющего элемента на единицу длины. Этот вариант застёжки имел два ряда зубчиков, которые цеплялись друг за друга. В 1914 году Сундбек изобрёл другой вариант «молнии без крючков», в которой зубчики имели углубление снизу и небольшой конический выступ сверху. Это изобретение было запатентовано в 1917 году.
Сначала молния использовалась исключительно для сапог и для мешков с табаком, но после нескольких следующих улучшений (частично сделанных самим Сундбэком) с 1918 года застёжки стали использоваться на костюмах пилотов Военно-морских сил США, а в 1930 году молния нашла повсеместное применение в текстильной промышленности, став важной её составляющей.
Следует отметить, что такие изобретатели, как Элиас Хоу, Макс Вольфф и упомянутый Уиткомб Джадсон также работали над созданием подобной застёжки, однако Сундбэк был первым, создавшим молнию, которая была применима при производстве одежды.

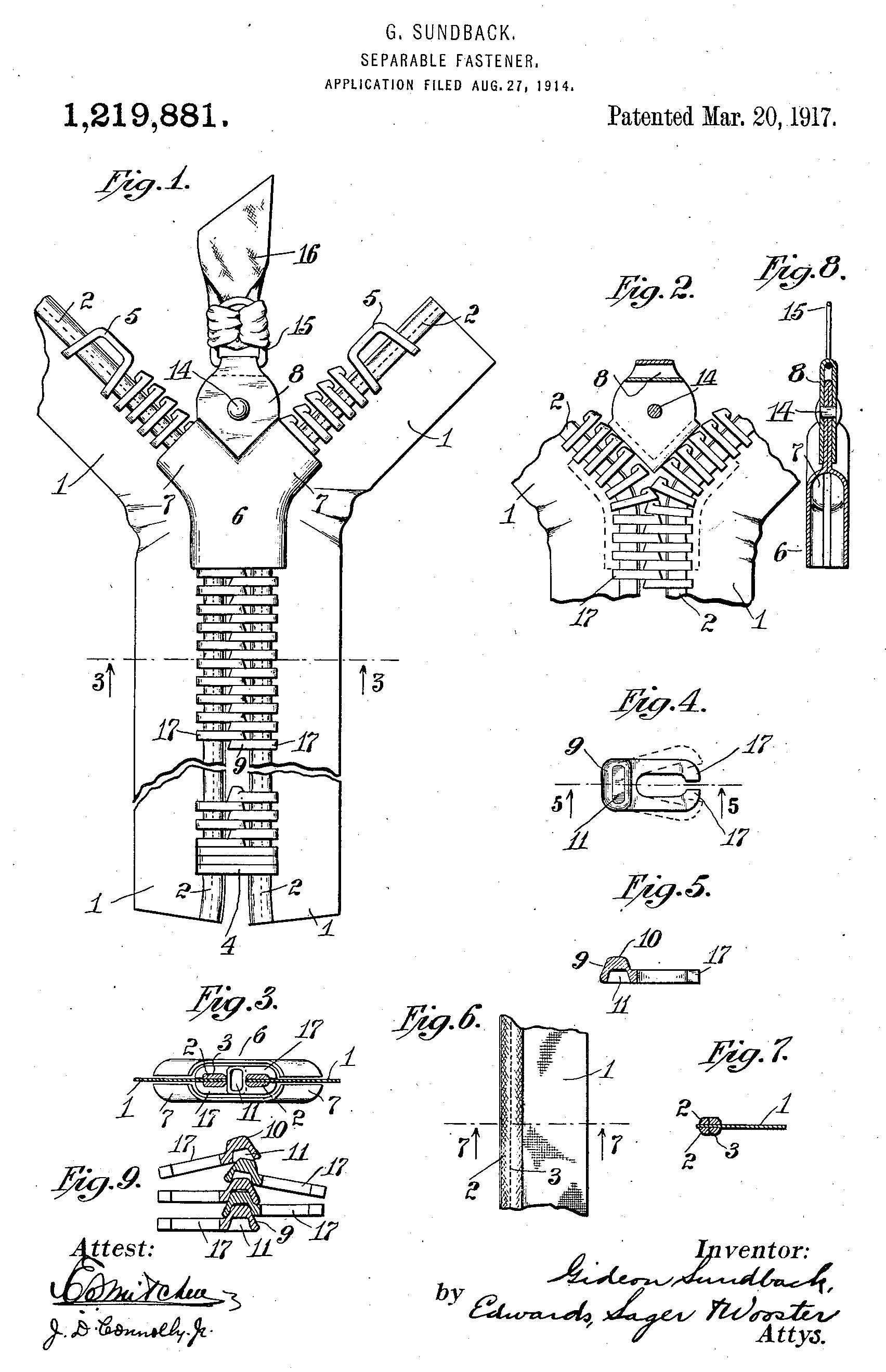
Заявка на патент 1914